# Eric Moussambani
Eric Moussambani Malonga (becenevén „Eric, az angolna”; 1978. május 31. –) egyenlítői-guineai úszó, aki a médián keresztül vált ismertté Craig Lord londoni The Times-ban írt újságcikke nyomán. Moussambani nemzetközi hírnevét a 2000-es olimpián szerezte, amikor a 100 méteres gyorsúszásban 1:52,72-es idővel nyert előfutamot a diszkvalifikált ellenfeleivel szemben. Ideje több mint kétszerese volt a gyorsabb versenytársai idejének, és még a 200 méteres világcsúcson is túlcsúszott. Ennek ellenére beállította az egyéni és az egyenlítői-guineai nemzeti rekordot is.

## Sportpályafutása
Moussambani a minimális kvalifikációs követelmények teljesítése nélkül, olyan szabad kártyával nyert olimpiai részvételi jogot, mellyel a drága képzési lehetőségekkel nem rendelkező fejlődő országokat támogatják. Míg Pieter van den Hoogenband 48,30 másodperces idővel nyerte az aranyérmet, Moussambani több mint ennek kétszerese alatt (1:52,72) ért célba a szurkolók biztatása közepette. „Az utolsó 15 méter volt nagyon nehéz”, számolt be utólag. Mivel azonban a két ellenfelét hibás rajt miatt diszkvalifikálták, az előfutamát versenytárs hiányában megnyerte. Moussambani az olimpia előtt soha nem látott 50 méter hosszú olimpiai méretű medencét. Csak az olimpia előtt nyolc hónappal kezdett el úszni és egy tóban, valamint egy malaboi szálloda 12 méteres medencéjében gyakorolt.
Teljesítménye vonzotta a nézőket és a médiát a 2000. évi nyári olimpia egyetlen további egyenlítői-guineai úszónőjéhez, Paula Barila Bolopához is, aki a női 50 méteres gyorsúszásban versenyzett. Barila 1:03,97-es időt kiharcolva ért célba, ezzel az olimpia történetének leggyengébb idejét beállítva.
Moussambanitól a 2004-es olimpián való indulást vízumproblémák miatt megtagadták, pedig az előző négy évben hatalmasat fejlődött és egyéni legjobb idejét 57 másodperc alá szorította. Nem szerepelt a 2008-as olimpián sem, de remélte kijutását a 2016-os olimpiára.
2012-ben kinevezték az egyenlítői-guineai olimpiai úszócsapat edzőjének.

## Fordítás
- Ez a szócikk részben vagy egészben  az   Eric Moussambani című angol Wikipédia-szócikk ezen változatának fordításán alapul.  Az eredeti cikk szerkesztőit annak laptörténete sorolja fel. Ez a jelzés csupán a megfogalmazás eredetét és a szerzői jogokat jelzi, nem szolgál a cikkben szereplő információk forrásmegjelöléseként.